# Johann Friedrich Edelmann
Johann Friedrich Edelmann, fr. Jean-Frédéric Edelmann (ur. 5 maja 1749 w Strasburgu, zm. 17 lipca 1794 w Paryżu) – kompozytor, klawesynista i pianista pochodzenia alzackiego.

## Życiorys
Ukończył studia prawnicze na Uniwersytecie Strasburskim (1770). Od około 1774 roku działał w Paryżu. Do grona jego uczniów należeli m.in. Étienne Méhul i Louis Adam. Po wybuchu rewolucji francuskiej przyłączył się do stronnictwa jakobinów i został mianowany administratorem departamentu Dolnego Renu. Został stracony na gilotynie w okresie rządów terroru.
W swojej twórczości nawiązywał do dorobku Ch.W. Glucka i włoskiej szkoły klawiszowej. W utworach na instrumenty klawiszowe wprowadzał efekty orkiestrowe, w tym unisonowe prowadzenie tematów i kilkukrotne wzmacnianie ostatnich akordów. Swoją działalnością przyczynił się do popularyzacji fortepianu we Francji.

## Wybrane kompozycje
(na podstawie materiałów źródłowych)

### Utwory instrumentalne
- 6 sonat na klawesyn i skrzypce ad libitum op. 1 (Paryż 1775)
- 6 sonat na klawesyn i skrzypce ad libitum op. 2 (Paryż 1776)
- 2 divertissements na klawesyn i skrzypce ad libitum op. 3 (Paryż 1776)
- Sinfonie na klawesyn, 2 skrzypcie, 2 rogi i wiolonczelę ad libitum op. 4 (Paryż 1776)
- 4 sonaty na klawesyn i skrzypce ad libitum op. 5 (Paryż 1777)
- 3 sonaty na klawesyn i skrzypce ad libitum op. 6 (Paryż 1778)
- 2 sonaty na klawesyn i skrzypce ad libitum op. 7 (Paryż 1779)
- 3 sonaty na klawesyn i skrzypce ad libitum op. 8 (Paryż 1779)
- 4 kwartety na klawesyn, 2 skrzypiec i altówkę op. 9 (Paryż 1781)
- 4 sonaty na klawesyn i skrzypce ad libitum op. 10 (Paryż 1782)
- Koncert na klawesyn, 2 skrzypiec, 2 oboje, 2 rogi i bas ad libitum op. 12 (Paryż 1782)
- 4 sonates en quatuor na klawesyn, 2 skrzypiec i bas ad libitum op. 13 (Paryż 1784)
- 3 koncerty na klawesyn, 2 skrzypice i altówkę op. 14 (Paryż 1785)
- 4 divertissements na klawesyn, 2 skrzypiec i altówkę op. 15 (Paryż 1786)
- Airs pour clavecin ou le forte piano op. 16 (Paryż 1788)

### Utwory sceniczne
- scène lirique La Bergère des Alpes (wyst. Paryż 1781)
- drame lyrique Ariane dans l’isle de Naxos (wyst. Paryż 1782)
- opera-baler Diane et l’amour (wyst. Paryż 1802)
- balet Feu (wyst. Paryż 1782)

### Oratorium
- Esther (wyst. Paryż 1781)